# Lukasa

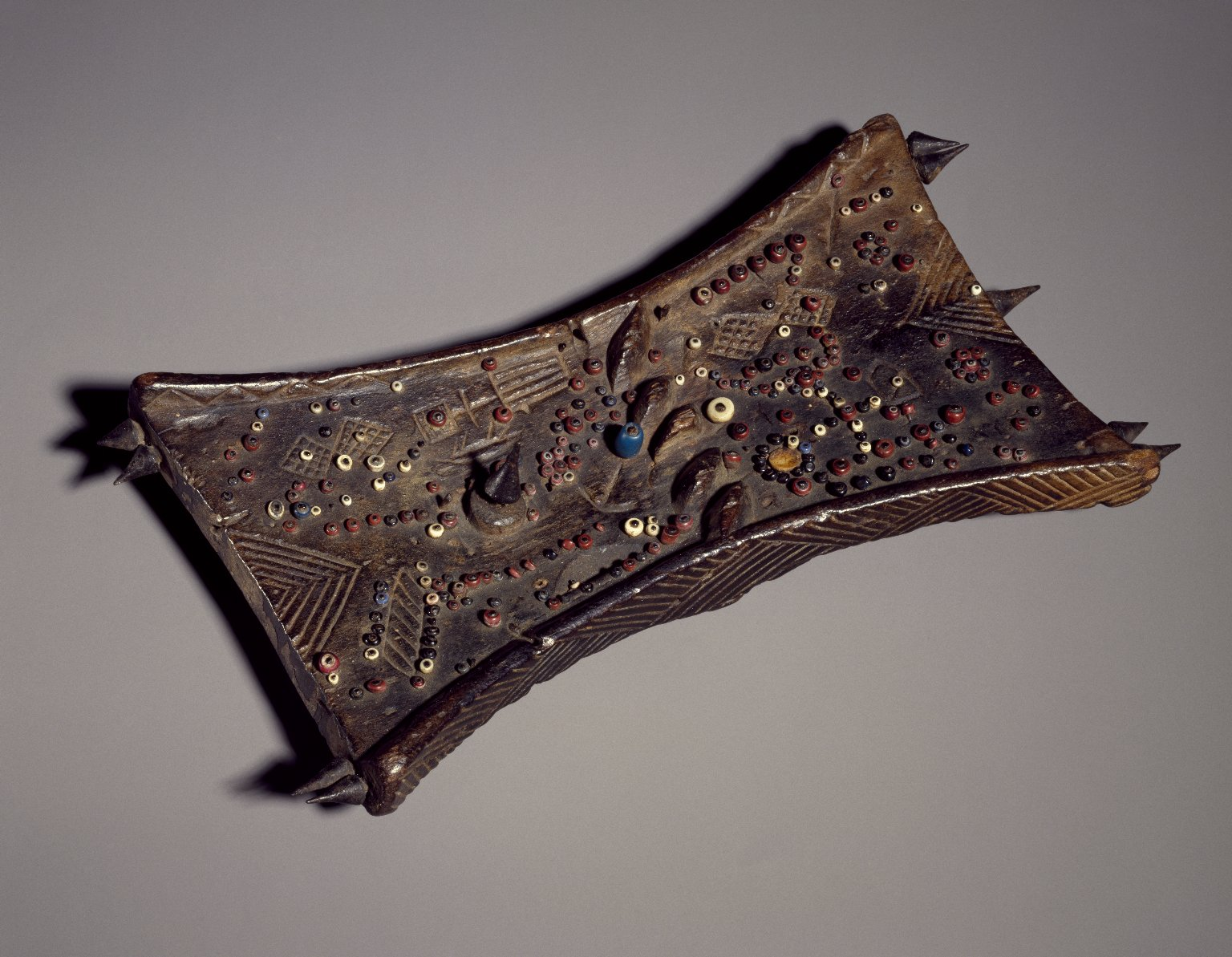
Tablette Lukasa (dispositif mémoriel) de la collection du Musée de Brooklyn

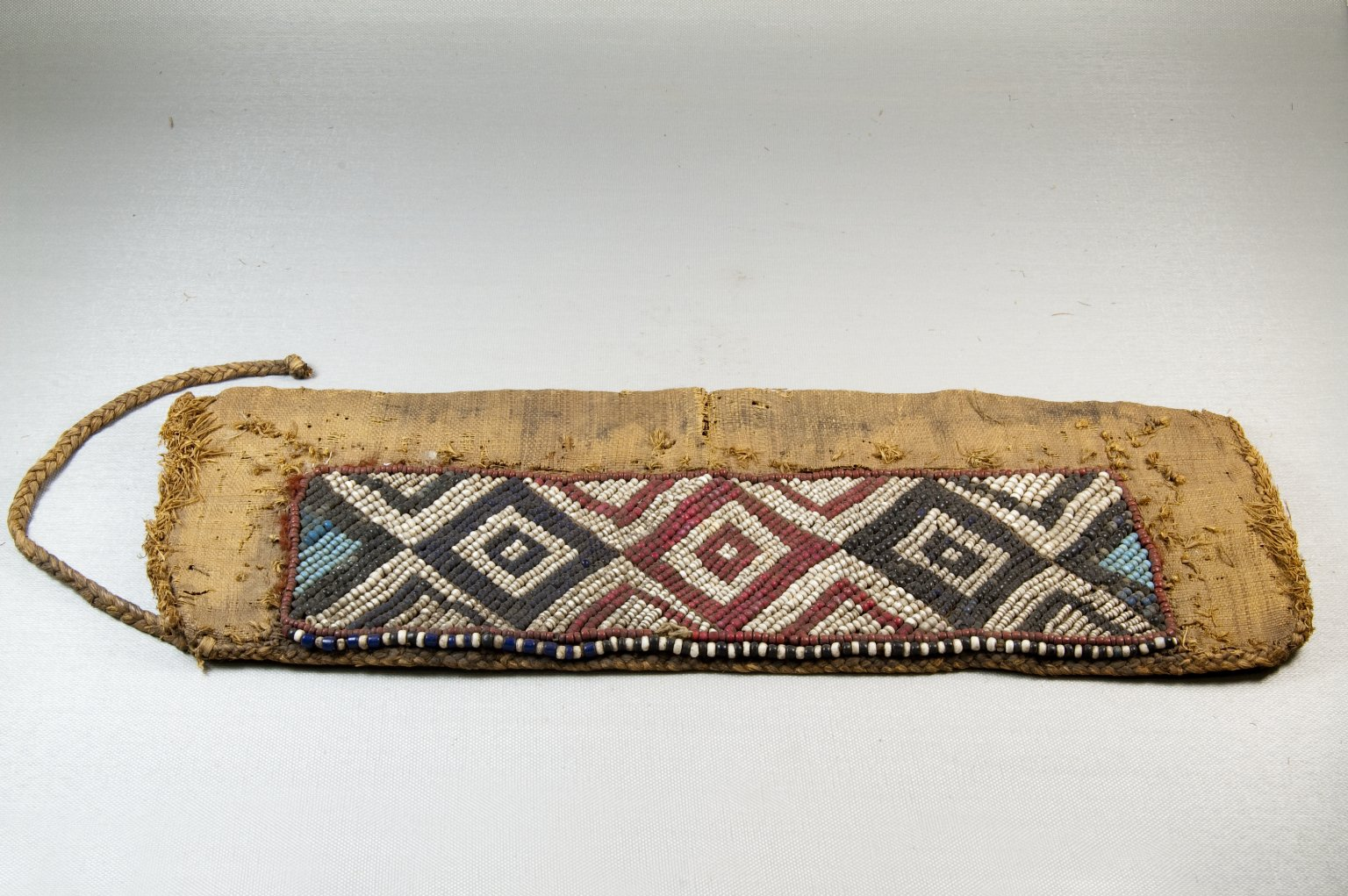
Coiffure de perles pour officier Mbudye, collection du Musée de Brooklyn

Le Lukasa (la longue main, ou griffe), est une forme sophistiquée de dispositif mémoriel qui a été créé, utilisé et protégé par la Bambudye, une puissante société secrète des Luba. Le Lukasa est aussi un exemple d'art Luba.

## L'histoire duLukasa
L'histoire du Lukasa est étroitement associée à l'histoire du Royaume luba, qui a dominé la plus grande partie du nord du Shaba au cours du XVIIIe siècle et la première moitié du XIXe siècle. Aucun candidat à un poste politique ne pouvait recevoir son titre sans être devenu membre de la société Bambudye, ce qui assurait la pérennité de la structure sociale avec le  souverain du royaume Luba au plus haut rang de la Bambudye. Reefe pense que, même s'il n'est pas possible de dater les origines de la Lukasa avec précision, le degré élevé d'intégration de la Lukasa dans la structure de la société Bambudye et dans la tradition orale du royaume Luba, suggère fortement que cette forme d'art est d'une antiquité certaine.

## Un dispositif mémoriel de la culture Luba
Le Lukasa est central dans l'art et la structuration sociale de la société Luba, il assiste la mémorisation et la standardisation du discours historique. Quand la culture Luba est remémorée, produite et transformée, les éléments du mobilier, des parures et des chorégraphies complètent les tablettes Lukasa. 
Les Lukasa sont des tablettes de bois en forme de sablier qui sont couvertes avec des perles multicolores, des coquillages et des morceaux de métal, ou sont gravés en creux ou en relief et sculptées de symboles. Les couleurs et les configurations des perles ou des idéogrammes servent à représenter de façon symbolique des personnages importants, des lieux, des choses, des relations et des événements de la cour, pour assister la narration orale des historiens de la cour royale Luba. Un Lukasa sert donc d'archive topographique et chronologique des histoires politiques et d'autres ensembles de données, de façon similaire aux Adinkra du Ghana, aux tissus perlés Zoulous, aux tissus Ntsibidi ou aux bas-reliefs du peuple Fon au Dahomey.
Les Lukasa ont une taille d'environ 20 à 25 centimètres de long et d'environ 13 centimètres de large et ont la même forme plate et rectangulaire. Une ligne sculptée de monticules appelés Lukala traverse la surface concave, la divisant en deux. Des perles et des coquillages sont joints au support principal par de petits éclats de bois ou de coins de fer enfoncés à travers leurs centres, et des coquillages cauris sont souvent attachés en parties haute et en basse. Les perles sont disposées de trois façons: une grosse perle entourée de petites perles, une ligne de perles et une perle isolée. Chaque configuration se prête à la transmission de certains types d'informations. La surface des Lukasa est aussi perçée de trous et gravée de lignes.

## Les historiens de la cour connus sous le nom debana balute("les hommes de mémoire") faisaient courir leurs doigts sur la surface d'unLukasaou pointaient des éléments particuliers, tout en récitant les généalogies, les listes de rois, les protocoles, les histoires épiques de la grande migration Luba, un grand récit oral qui décrit la façon dont les héros, Mbidi Kiluwe et son fils Kalala Ilunga, ont introduit les pratiques politiques royales et l'étiquette de la cour[2]. Pour les Luba, la forme d'un objet décrit la façon dont il fonctionne[3].
Les héros culturels sont identifiables par des billes dont les couleurs ont un éventail de connotations symboliques qui déclenchent la remémoration de leurs actes et de leurs exploits, ainsi que leurs qualités et leurs apparences physiques. Par exemple, Nkongolo Mwamba, le tyrannique anti-héros Luba, est toujours représenté par une perle rouge, car il est le serpent à la peau rouge arc-en-ciel associé avec la violence sanglante. Les perles bleues (considérées comme "noires") symbolisent Mbidi Kiluwe, le protagoniste et symbole culturel de la royauté, dont la peau est noire brillante comme celle d'un taureau buffalo, ce qui est symbolique de l'ambivalence de la puissance et du secret potentiel. Les chemins de la migration Luba et des événements importants et des liens sont indiqués par des lignes et des grappes de perles. Les chefs et leurs conseillers, les enclos sacrés, et les lieux sont représentés par des cercles de perles.

## Mbudye
La société Mbudye est un conseil d'hommes et de femmes chargées de garantir la durabilité et  l'interprétation de la politique et de l'histoire Luba. En tant qu'autorités sur les principes de la société Luba, Mbudye offre un certain contrepoids à la puissance des rois et des chefs, la challengant ou la renforçant selon les besoins. Les membres de la société Mbudye progressaient en une série de niveaux successifs jusqu'à maîtriser les arcanes de la connaissance secrète. Seuls ceux au sommet de la société Mbudye pouvaient déchiffrer et d'interpréter les  dessins et de motifs du Lukasa. Les membres de la société Mbudye appelaient les deux protubérances aux extrémités de la tablette, la "tête" et la "queue". Ces éléments zoomorphes  étaient destinés à évoquer le crocodile. Cet animal aussi à l'aise sur terre que dans l'eau,  est évocateur de la double nature de l'organisation politique Luba, dont l'existence repose sur l'interdépendance de la kikungulu (le chef de la Mbudye) et du kaloba (le "propriétaire de la terre", ou chef).

## Types de Lukasa
Le Lukasa remplit de nombreuses fonctions mnémoniques au moyen de symboles semasiographiques, il peut être interprété de plusieurs façons, et alors que toutes les cartes mémoire peuvent partager des informations communes, certains types de Lukasa ne sont utilisés que pour des données ou des usages spécifiques. Il y avait trois catégories distinctes de Lukasa, chacune mettant l'accent sur un certain type de connaissances. Tout d'abord, le lukasa Iwa nkunda, « la longue main du pigeon », contient des informations sur les héros mythiques et les premiers dirigeants et sur les routes des migrations mythiques des Luba. Deuxièmement, la lukasa Iwa kabemba, « la longue main de l'épervier », est concernée par l'organisation de la société Mbudye. Un troisième type de carte mémoire a été créé pour l'utilisation exclusive par des individus de l'élite Luba et contenaient des informations secrètes sur la nature divine de la royauté. Les Lukasa de ce type, appelés le lukasa Iwa kitenta, « la longue main du bassin sacré », n'existent plus.